# Paul Laffitte (1839-1909)
Pour les articles homonymes, voir Laffitte et Paul Laffitte.
Ne doit pas être confondu avec Paul Laffitte (1864-1949).
Jean François Paul Laffitte est un financier et journaliste français du XIXe siècle, né le 14 mai 1839 à Bilbao en Espagne et mort le septembre 1909 à Lion-sur-Mer.

## Biographie
Son père, Jean Roger Laffitte, était consul de France à Bilbao de 1839 à 1841, et sa mère Maria Francesca de Beascoechea, était d'origine basque. Il fut officiellement reconnu par ses parents à l'occasion de leur mariage en 1846. Un de ses grands oncles est Jacques Laffitte (1767-1844), qui fut gouverneur de la Banque de France et Président du Conseil.
Il a été directeur du périodique Le Magasin pittoresque, et collaborateur du Journal des économistes.
Par mariage, il est le gendre d'Édouard Charton.

## Livres
- 1888 : Le Suffrage universel et le Régime parlementaire, Hachette
- 1888 : Le Paradoxe de l'égalité, Hachette, prix Marcelin Guérin de l’Académie française
- 1894 : Lettres d'un parlementaire, P. Ollendorff
- 1897 : La réforme électorale : la représentation proportionnelle, Calmann-Lévy
- 1897 : Le parti modéré : ce qu'il est, ce qu'il devrait être, Armand Colin